# Ingeborg Vahle-Giessler
Ingeborg Vahle-Giessler, meist Inge Vahle genannt, (* 6. Februar 1915 in Krevese; † 1989 in Darmstadt) war eine deutsche Malerin und Grafikerin.

## Leben
Ingeborg Giessler studierte in den 1930er Jahren unter anderem an der Düsseldorfer Kunstakademie bei Wilhelm Schmurr und Paul Bindel. 1939 heiratete sie den Maler Fritz Vahle. 
In der Zeit des Nationalsozialismus war sie Mitglied der Reichskammer der bildenden Künste. Für diese Zeit ist ihre Teilnahme an neun großen Ausstellungen sicher belegt, darunter 1941, 1934 und 1944 die Großen Deutschen Kunstausstellung in München, vor allem mit Blumenstücken. 
Von 1945 bis 1956 lebte sie, als Malerin tätig, mit Vahle in Stendal und war eng mit der Landschaft verbunden. 1951 hatte sie mit ihrem Mann eine Ausstellung in der Galerie Henning in Halle/Saale, und 1955 stellte das Ehepaar in Stendal, Salzwedel und Langenapel seine Werke in Sonderausstellungen aus. Später lebten beide in Dortmund und Darmstadt, wo sie das Atelierhaus Vahle errichteten.
Neben ihrem grafischen und malerischen Werk trat sie insbesondere durch die Herstellung von Wandteppichen hervor, so für öffentliche Gebäude in Darmstadt. Eine fünf Meter hohe Textilarbeit fand 1973 auf der VI. Internationalen Biennale in Lausanne besondere Beachtung.